# 17096 Takemaru
17096 Takemaru è un asteroide della fascia principale. Scoperto nel 1999, presenta un'orbita caratterizzata da un semiasse maggiore pari a 2,852421 UA e da un'eccentricità di 0,083852, inclinata di 2,914954° rispetto all'eclittica. Ha un diametro di 5,613 km.